# Ibijoke Faborode
Ibijoke Faborode   (Estat d'Osun, segle XX) és una activista nigeriana que treballa perquè hi hagi més dones que es dediquin a la política.
Amb estudis superiors en Història i Relacions Internacionals a Nigèria, en gestió de projectes a França i analítica empresarial a London School of Echonomics, el 2014 va començar a treballar a The Africa Report, amb seu a París, gestionant campanyes de comunicació per a governs i grans marques africanes. El 2017 va assumir responsabilitats del departament d'Afers Exteriors del Regne Unit, dirigint les relacions polítiques, comercials i d'inversió a l'Àfrica occidental.
El desembre del 2019 va cofundar una organització política panafricana anomenada Electher, que treballa per conscienciar i preparar les dones per dedicar-se a la política. El 2022 ja havia format unes 2.000 dones africanes. Davant les eleccions generals del 2023, es va avançar amb el projecte #Agender35 per destinar 10 milions de dòlars a empoderar 1.000 dones i preparar 35 dones candidates a les eleccions locals o federals previstes pel 2023. També va impulsar una aplicació per analitzar dades electorals.
Va assumir la codirecció de la London School of Echonomics Africa Summit 2021 el 2021.
El 2022 va ser inclosa a la llista de les 100 dones més inspiradores per la BBC.